# Distrikt Ciudad Nueva
Der Distrikt Ciudad Nueva liegt in der Provinz Tacna in der Region Tacna im äußersten Südwesten von Peru. Der Distrikt hat eine Fläche von 173,42 km². Beim Zensus 2017 wurden 31.866 Einwohner gezählt. Im Jahr 1993 lag die Einwohnerzahl bei 26.178, im Jahr 2007 bei 34.231. Der Distrikt hat eine Längsausdehnung in NNO-Richtung von 35 km. Er besteht zum Großteil aus Wüste. Im äußersten Süden des Distrikts befindet sich die gleichnamige Stadt Ciudad Nueva (spanisch für „neue Stadt“).
Der Distrikt umfasst den gleichnamigen nördlichen Vorort der Großstadt Tacna. Er wurde am 20. November 1992 gegründet und aus dem bestehenden Distrikt Alto de la Alianza herausgelöst. In den 1970er Jahren wurde aufgrund des Migrationsdrucks auf die Kernstadt Tacna ein 62 Hektar großes Areal als Siedlungsgebiet Asentamiento A erschlossen. Im Jahr 1981 erhielt die Siedlung die Bezeichnung Asentamiento Ciudad Nueva.